# Japandroids
I Japandroids sono stati un gruppo rock canadese di Vancouver, costituito da due soli membri, Brian King e David Prowse.
Formatisi nel 2006, i Japandroids sono saliti alla ribalta nel 2009 in seguito alla pubblicazione del loro primo album "Post-Nothing". Nel 2024 contestalmente alla pubblicazione del loro ultimo lavoro "Fate & Alcohol" hanno annunciato lo scioglimento. 

## Formazione
- Brian King - voce, chitarra
- David Prowse - voce, batteria

## Discografia
Album in studio
- 2009 - Post-Nothing
- 2012 - Celebration Rock
- 2017 - Near to the Wild Heart of Life
- 2024 - Fate & Alcohol

Album dal vivo
- 2020 - Massey Fucking Hall

Raccolte
- 2010 - No Singles